# Susiec

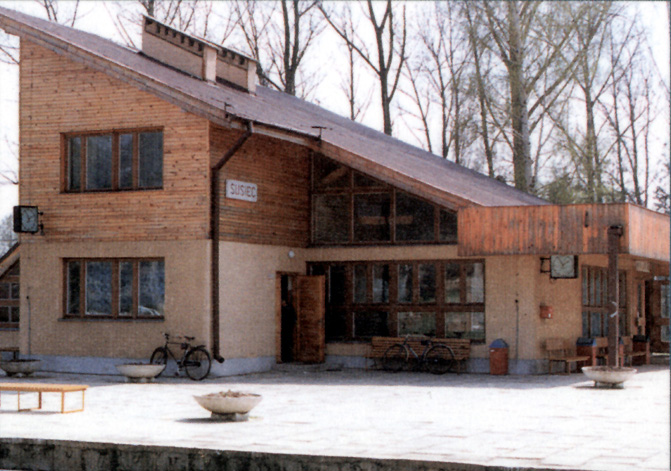
Stacja kolejowa od frontu

Susiec – wieś w Polsce położona w województwie lubelskim, w powiecie tomaszowskim, w gminie Susiec. Miejscowość leży na pograniczu Roztocza Środkowego, Roztocza Wschodniego, Równiny Biłgorajskiej i Płaskowyżu Tarnogrodzkiego.
W latach 1975–1998 miejscowość administracyjnie należała do ówczesnego województwa zamojskiego.
Miejscowość jest siedzibą gminy Susiec oraz rzymskokatolickiej parafii pod wezwaniem św. Jana Nepomucena.
Na terenie wsi utworzono dwa sołectwa Susiec I i Susiec II. Według Narodowego Spisu Powszechnego z roku 2011 wieś liczyła 1265 mieszkańców.

## Części wsi
| SIMC    | Nazwa  | Rodzaj    |
| ------- | ------ | --------- |
| 0900519 | Zagóra | część wsi |

## Historia
Pierwsze informacje pochodzą z 1582 roku i traktują o młynach Sikliwców i Świdów na Potoku Łosinieckim. W 1643 roku ordynat Jan „Sobiepan” Zamoyski przeniósł na „uroczysko Susiec” hutę ze wsi Szarowola pod Tomaszowem. W 1748 roku notowano wieś Skwarki (wówczas Skwarniki), 1 stycznia 1989 roku połączonej z Suścem.
W 1800 roku wzniesiono w Suścu kościół, początkowo drewniany, pół wieku później zastąpiony murowanym. Część jego wyposażenia pochodzi z owianego legendami wzgórza Kościółek, położonego w widłach potoku Jeleń i rzeki Tanwi (3 km od Suśca), gdzie niegdyś znajdował się klasztor bazylianów.
28 grudnia 1936 roku pod Suścem miała miejsce pierwsza na ziemiach polskich katastrofa lotnicza samolotu pasażerskiego. Podczas awaryjnego lądowania rozbił się dziesięciomiejscowy samolot Lockheed Electra należący do PLL LOT. Zginęły trzy osoby.
W Suścu urodził się Sylwester Chęciński – reżyser m.in. takich filmów jak: Sami swoi, Nie ma mocnych i Kochaj albo rzuć. 5 lipca 2009 roku przy wjeździe do Suśca został odsłonięty pomnik Kargula i Pawlaka – bohaterów filmowej trylogii Sylwestra Chęcińskiego.

## Gospodarka i komunikacja
Współcześnie największe znaczenie gospodarcze ma obsługa ruchu turystycznego (znajduje się tu wiele obiektów noclegowych, pól namiotowych, biwaków i pensjonatów, liczne kwatery agroturystyczne, w sezonie letnim dodatkowo schronisko młodzieżowe PTSM), rolnictwo oraz gospodarka leśna. Na terenie gminy znajduje się wiele tartaków i zakładów obróbki drewna.
Przez miejscowość przebiega droga powiatowa między Józefowem a Tomaszowem Lubelskim. Odbiega stąd również droga na południe w kierunku Narola i Cieszanowa (woj. podkarpackie).
Znajduje się tu ponadto stacja kolejowa. Do 31 sierpnia 2009 roku zatrzymywała się na niej codziennie jedna para pociągów – było to dzienne połączenie „Roztocze” relacji Zamość – Rzeszów – Wrocław oraz sezonowy pociąg „Solina” relacji Warszawa – Lublin – Bełżec, kursujący w wakacje codziennie, ponadto w weekendy w maju i czerwcu. Od 1 września 2009 roku PKP Intercity zawiesiły oba pociągi (na krótko wprowadzono w ich miejsce autobusy komunikacji zastępczej, ostatecznie zawieszonej od 13 grudnia 2009 roku).
Od 2011 roku w okresie długiego weekendu majowego oraz wakacji szkolnych kursują pociągi Regio organizowane przez Polregio na zlecenie Urzędu Marszałkowskiego Województwa Lubelskiego w Lublinie, na trasie Lublin – Bełżec – Jarosław i z powrotem.
Od 2024 roku kursują całoroczne pociągi Regio relacji Zamość – Bełżec w ilości 4 par na dobę, na wybranych kursach wydłużone do Hrebennego. Pociągi te umożliwiają wygodny i szybki dojazd rano i wieczorem zwiększając dostępność komunikacyjną Suśca i Roztocza. Są one skomunikowane w Zawadzie i Zamościu z pociągami z Lublina i Warszawy umożliwiając dojazd z pozostałych części kraju.

## Turystyka
Susiec należy do głównych miejscowości turystyczno-wypoczynkowych na Roztoczu, leży na skraju Parku Krajobrazowego Puszczy Solskiej. W okolicy znajdują się progi skalne na Tanwi i Jeleniu (najwyższy ma 1,5 m wysokości) zwane potocznie szumami lub szypotami oraz wzniesienie Kościółek, na którym dawniej był gród i drewniany kościół. Jedną z nowych atrakcji turystycznych jest wybudowana w 2013 r. wieża widokowa w Suścu, znajdująca się na wzgórzu przy szosie Susiec – Grabowica.
Przez Susiec przebiegają liczne szlaki turystyczne.
Szlaki piesze:
Szlak Szumów : Susiec – Rebizanty (rez. „Nad Tanwią”) – Źródełko Miłości – Kościółek – Uroczyska Puszczy Solskiej – Wodospad na Jeleniu – Susiec
Szlak Walk Partyzanckich : Tomaszów Lubelski – Susiec – Osuchy – Stary Bidaczów
Szlak Południowy : Susiec – Narol
Szlak im. Władysławy Podobińskiej : Susiec – Krasnobród – Zamość
Szlak Krawędziowy : Susiec – Józefów – Zwierzyniec
ścieżka  Susiec (Urząd Gminy) – Rebizanty
Szlaki rowerowe:
- Centralny Szlak Rowerowy Roztocza  Kraśnik – Hrebenne – Lwów
- szlak Susiec – Borowe Młyny
- Szlak Łosiowy Susiec – Tomaszów Lubelski

W pobliżu znajduje się też odcinek trasy kajakowej na Tanwi: Narol – Rebizanty.
W czerwcu każdego roku w Suścu organizowany jest plener malarski uczniów XXXIV Liceum Ogólnokształcącego z Oddziałami Dwujęzycznymi im. Miguela de Cervantesa w Warszawie oraz Gimnazjum nr 123 z Oddziałami Dwujęzycznymi i Oddziałami Integracyjnymi im. Jana Pawła II w Warszawie.

## Sport
W Suścu funkcjonuje Ludowy Klub Sportowy „Szumy” Susiec – amatorski klub piłkarski, założony jako LKS „Drewmet” Susiec. Obecnie drużyna gra w grupie II zamojskiej klasy A. „Szumy” rozgrywają mecze na stadionie znajdującym się w Suścu.